# Melanozosteria handschini
Melanozosteria handschini är en kackerlacksart som beskrevs av Karlis Princis 1954. Melanozosteria handschini ingår i släktet Melanozosteria och familjen storkackerlackor. Inga underarter finns listade i Catalogue of Life.